# Vera Malev
Vera Malev (n. 5 octombrie 1926, Chișinău, România – d. 28 ianuarie 1995, Chișinău, Republica Moldova) a fost o prozatoare și publicistă din Republica Moldova.

## Educație
A învățat la școala primară în anii 1932-1936, apoi a urmat studiile Gimnaziului „Regina Maria” din Chișinău (1936-1944). A făcut studii universitare la Institutul de Literatură Maxim Gorki⁠(d) din Moscova, pe care l-a absolvit în 1961.

## Activitate literară
A debutat în 1947 cu povestea pentru copii Niculăieș, care i-a adus Premiul întâi al Uniunii Scriitorilor din RSSM, dar debutul editorial a avut loc în 1956, cu povestirea Meleag nesupus. A ocupat mai multe funcții literare: dactilografă la Ministerul Învățământului (1947), redactor literar la revista „Octombrie” (1948-1951), șef de secție și secretar responsabil la revista „Femeia Moldovei” (1951-1959), redactor-șef la Direcția Edituri și Industrie Poligrafică a Ministerului Culturii (1961–1964), șef de secție proză la revista „Nistru” (1964–1966) și secretar responsabil al Comitetului Republican pentru Premiile de Stat în domeniul literaturii, artei și arhitecturii (1966-1986).
A fost membră a Uniunii Scriitorilor din RSSM începând cu 1949, mai târziu membră a Uniunea Scriitorilor din Moldova.

### Operă
A scris romane, cărți pentru copii și volume publicistice:
- Meleag nesupus (1956)
- Prietenii mei (1956)
- Cîntecul își face cale (1961)
- Revedere (1964)
- Flori de dumitriță (1967)
- Cumpăna (1970)
- Tăcere și strigăt (1972)
- Zile de arșiță (1966 sau 1972)
- Pașii vremii (1975)
- Vârsta de argint (1979)
- Scrieri alese, 2 vol. (1984)
- Recviem pentru Maria (1986, 2004)
- Noi, cei vii... (2006)

## Premii și onoruri
- Ordinul „Pentru muncă excelentă” (1960)[7][8][este de încredere?]
- Diploma de Onoare a Comitetului moldovenesc pentru apărarea păcii[7][este de încredere?]
- Premiul Ministerului Învățământului Public, pentru volumul Tăcere și strigăt[5]
- Maestru Emerit al Artei din RSSM (1982)[1][3]
- Ordinul Insigna de Onoare[1][3]
- Premiului de Stat al Republicii Moldova (1996, post-mortem), post mortem, pentru romanul Recviem pentru Maria[1][3]

### Aprecieri critice
„Vera Malev își urmărește eroii pe căile vieții, întortocheate și pline de riscuri. Îi așteaptă cumpenele, zilele de arșiță, surprizele vârstei de argint. Sunt setoși de adevăr, vor să posede certitudinea lui.

... O calitate rară a Verei Malev – publicista și scriitoarea – este facultatea de a vibra la poezia sufletului uman.”—Mihai Cimpoi